# Oponice
Oponice (prononciation slovaque : [ˈɔpɔɲit͡sɛ], allemand : Opponitz bei Ludanitz, hongrois : Appony [ˈɒpːoɲ]) est un village de Slovaquie situé dans la région de Nitra.

## Géographie
Oponice se situe dans la vallée de la Nitra, à 15 km au nord de Nitra, au pied des monts Tribeč.
| Dvorany nad Nitrou, Ludanice (Mýtna Nová Ves) |                  | Súlovce                |
| Kamanová, Belince                             | Oponice          |                        |
| Preseľany                                     | Horné Lefantovce | Kostoľany pod Tribečom |

## Histoire

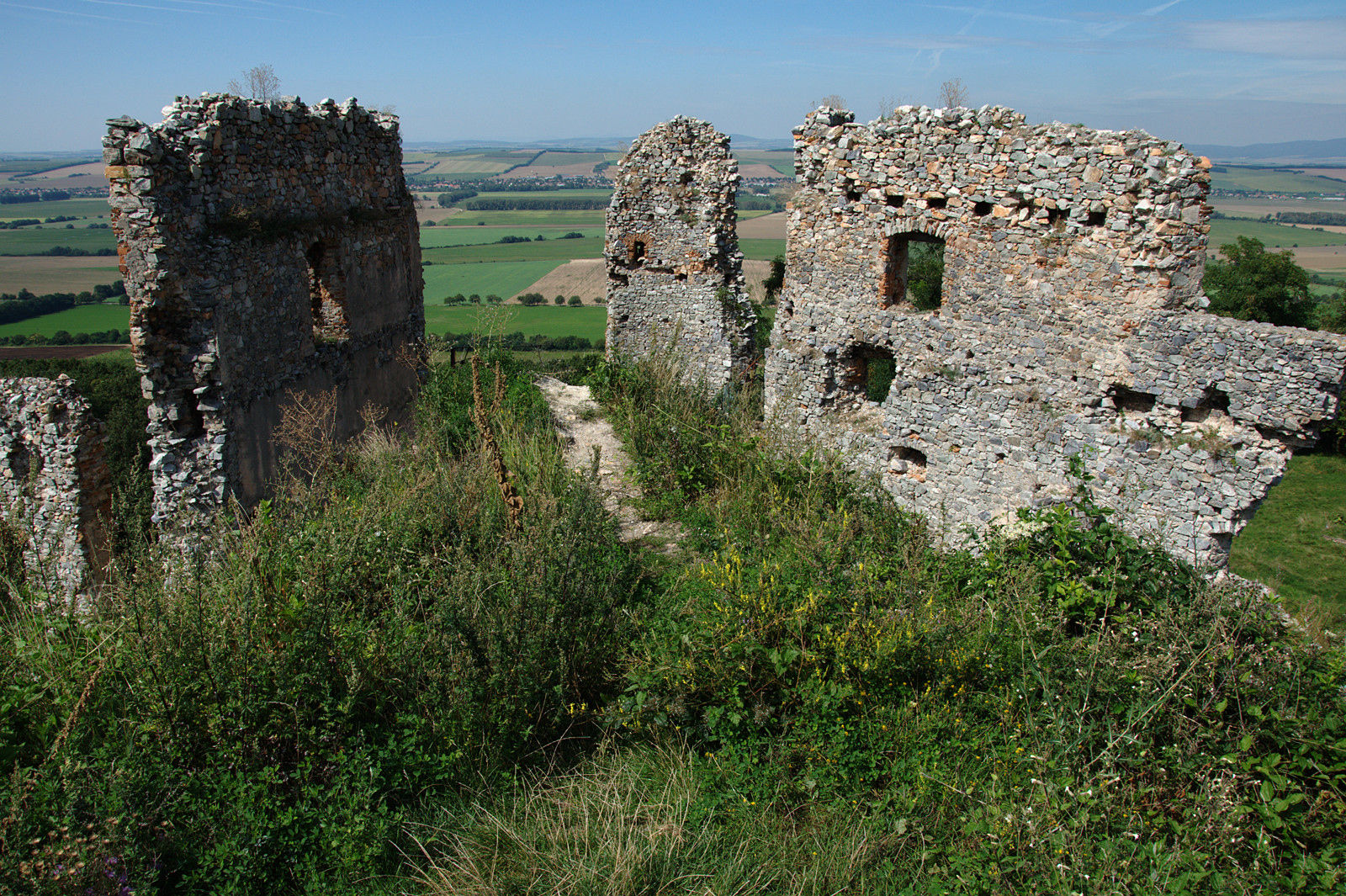
Le château d'Oponice.

La première mention écrite du village date de 1218.
Un château en ruine, le château d'Oponice, surplombe le village.

## Démographie

### Évolution de la population
| Année:               | 1994. | 2004.    | 2014.   | 2024.   |
| -------------------- | ----- | -------- | ------- | ------- |
| Nombre de personnes: | 832   | 917      | 830     | 834     |
| Différence:          |       | +10,21 % | -9,48 % | +0,48 % |

| Année:               | 2023. | 2024.   |
| -------------------- | ----- | ------- |
| Nombre de personnes: | 832   | 834     |
| Différence:          |       | +0,24 % |